# Schweigen-Rechtenbach
Schweigen-Rechtenbach település Németországban, Rajna-vidék-Pfalz tartományban. Lakosainak száma 1359 fő (2023. december 31.). Schweigen-Rechtenbach Wissembourg községgel határos.

## Népesség
A település népességének változása:
| Lakosok száma | 1287 | 1400 | 1398 | 1380 | 1345 | 1392 | 1359 |
|               | 1975 | 2016 | 2017 | 2019 | 2021 | 2022 | 2023 |